# 圣玛丽港教堂 (布里斯托)
圣玛丽港教堂（St Mary le Port Church）是英国布里斯托尔市中心的一处教堂遗址，其所在地原为圣玛丽港街（Mary le Port Street），现在这里是城堡公园（Castle Park）。

## 历史
该堂创建于撒克逊时代，在考古发掘中发现了盎格鲁-撒克逊地基，附近发现了撒克逊陶器 。教堂在11世纪和16世纪之间曾经重建和扩建。
在19世纪和20世纪初，该堂是圣公会内福音派、加尔文派的一个非常受欢迎的中心。

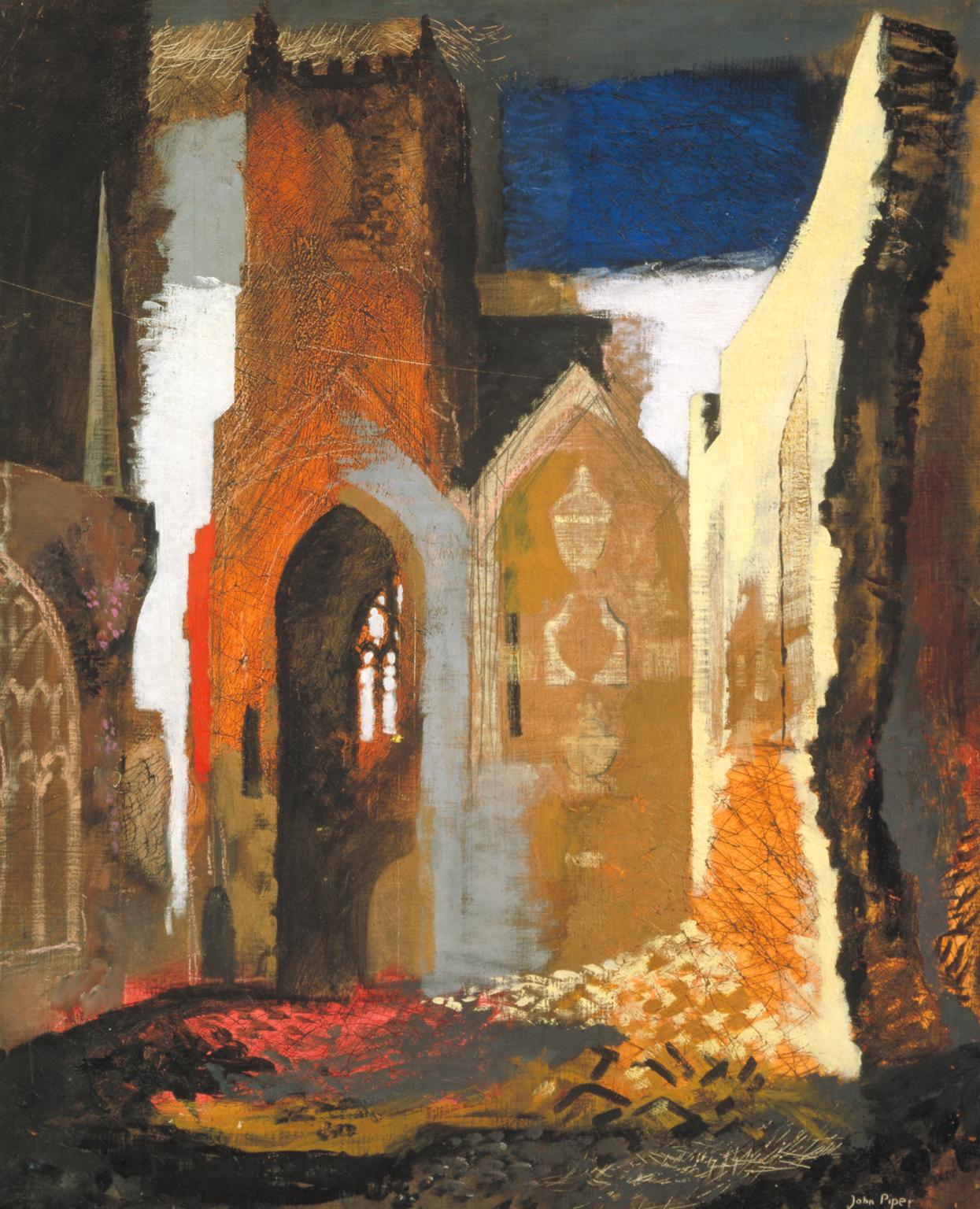

1940年11月24日，第二次世界大战期间，该堂遭到轰炸。约翰·派珀画了一幅圣玛丽港教堂被轰炸的画作。这幅画出现在这是1968年发行的纪念邮票上。教堂只有15世纪的钟楼保留了下来，是一座二级登录建筑，并列入在册古迹，在20世纪后期，它被诺威治联合保险公司和英格兰银行的建筑所包围。
1940年轰炸后，该堂的信徒搬到了圣施洗约翰堂，人数逐渐减少，直到1984年约翰堂关闭，剩下的信徒搬到科隆三王礼拜堂（Chapel of the Three Kings of Cologne），还有一些信徒加入了在霍菲尔德（Horfield）新成立的自由长老会。